# Mus saxicola
Mus saxicola és una espècie de mamífer rosegador de la família dels múrids. Viu a altituds d'entre 0 i 1.000 msnm a l'Índia, el Nepal i el Pakistan. Es tracta d'un animal nocturn. Ocupa una gran varietat d'hàbitats, amb l'única excepció dels deserts freds. És una espècie en risc mínim, és a dir, no sembla que hi hagi cap amenaça significativa per a la seva supervivència. El seu nom específic, saxicola, significa ‘rupícola’ en llatí.